# عنف المستوطنين

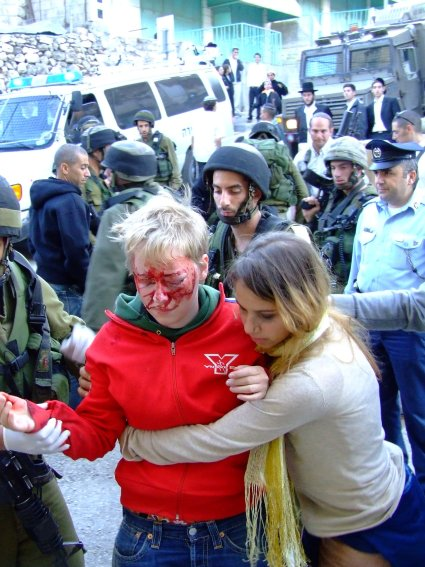
عانت المتطوعة السويدية توف يوهانسون (في الصورة) من كسر في عظمة الوجنة بعدما تلقت ضربة على وجهها بزجاجة من قِبل مستوطن إسرائيلي في الخليل يوم 18 تشرين الثاني/نوفمبر عام 2006.

يُشيرُ مصطلح عنف المستوطنين إلى أعمال العنف التي يرتكبها المستوطنون الإسرائيليون وأنصارهم بما في ذلك قوات الأمن الإسرائيلية ضد الفلسطينيين خاصة في الضفة الغربية. ارتفعت في الفترة الأخيرة وتيرة أعمال العنف من قبل المتطرفين اليهود ضد الفلسطينيين، وقد زادت أعمال العنف من المتطرفين ضد الفلسطينيين وغير اليهود وأفراد شرطة إسرائيل والجيش الإسرائيلي في أوائل القرن الحادي والعشرين. في عام 2007 وحده نظرت النيابة العامة في إسرائيل في حوالي 515 دعوى قضائية جنائية تتعلق بأنشطة عنف يرتكبها المستوطنون الإسرائيليون ضد الفلسطينيين؛ 502 من تلك الدعاوى تتعلق بتهجم المستوطنين اليهود في الأراضي المحتلة.
أدان بعض اليهود البارزين والشخصيات الدينية الذين يعيشون في الأراضي المحتلة وكذلك فئة قليلة جدا من مسؤولي الحكومة الإسرائيلية مثل هذه التصرفات،  كما أدانوا كل تلك المبررات الدينية التي تدعوا المستوطنين للقتل. في حين نشرت وسائل الإعلام الإسرائيلية عشرات الأخبار التي تُؤكد تعامل مؤسسة الدفاع بحزم للتصدي لمثل هذه الأعمال ابتداء من عام 2008 فإن التقرير الذي أعده رؤساء بعثات الاتحاد الأوروبي وجد أن عنف المستوطنين قد تضاعف أكثر من ثلاث مرات في ثلاث سنوات حتى عام 2011. في تقرير صادرٍ عن مكتب الأمم المتحدة لتنسيق الشؤون الإنسانية (أوتشا) وجد أن المعدل السنوي لاعتداءات المستوطنين قد تضاعف 4 مرات بين عامي 2006 و2014. للإشارة فقط فقد وثق هذا المكتب 2100 هجمة وحالة اعتداء قام بها مستوطنون متطرفون يهود على الفلسطينيين في ظرف 8 سنوات.
تُمنع الشرطة الفلسطينية من الرد على أعمال العنف من قبل المستوطنين الإسرائيليين الأمر الذي يقلل من مصداقيتها في أوساط الفلسطينيين. جدير بالذكر هنا أن أرقام الأمم المتحدة أظهرت أن 90% من الشكاوى التي قدمت ضد المستوطنين عام 2011 لم تؤدي إلى لائحة اتهام أو إجراء عقابي أو شيء من هذا القبيل.

## سياسة إسرائيل الاستيطانية

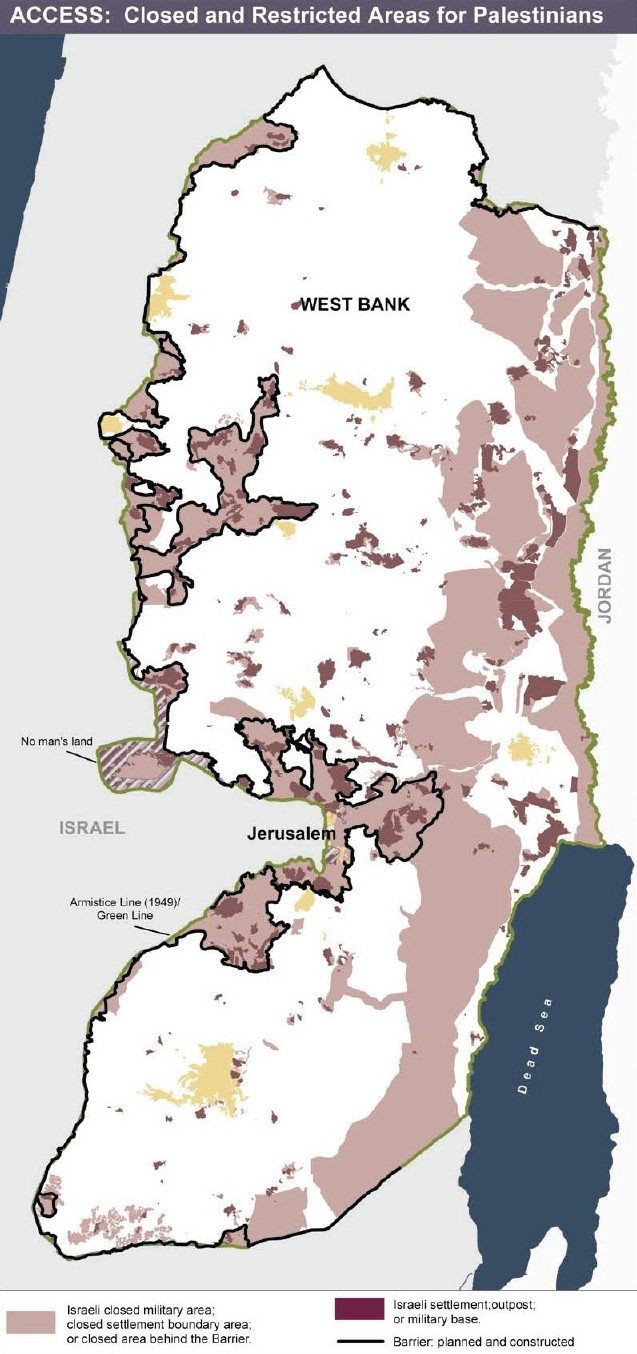
المستوطنات الإسرائيلية (اللون الوردي الغامق) ومناطق الضفة الغربية (اللون الوردي الفاتح). المصدر: مكتب الأمم المتحدة لتنسيق الشؤون الإنسانية في كانون الثاني/يناير 2006.

برّرت إسرائيل تمويلها وبنائها وتشييدها لمستوطنات جديدة داخل الأراضي الفلسطينية بالقول إن الأقاليم ليست محتلة بل متنازع عليها، كما برَّرت استخدامها للأراضي الفلسطينية بالادعاء أن تلك المبناني داخل المستوطنات قد شيدت لأغراض مختلفة بما في ذلك الضرورة العسكرية والاحتياجات الأمنية. أكدت الأمم المتحدة وفقا لمبدأ من مبادئ القانون الدولي أن استمرار الاستعمار في جميع أشكاله ومظاهره هو جريمة وأن الشعوب المستعمَرة لها الحق الطبيعي في النضال بكل الوسائل اللازمة والمتوفرة ضد الدول الاستعمارية كما لها حق تقرير المصير. كافحت حركات التحرير الوطنية الفلسطينية ضد الاحتلال الإسرائيلي كما حاولت فرض نفسها في النزاعات المسلحة وحاولت أيضا الحضور في اتفاقيات جنيف المعقودة في 12 آب/أغسطس 1949 والتي شاركت فيها غالبية الدول (بما في ذلك الدول العربية).
خلصت محكمة العدل الدولية إلى أن إسرائيل قد انتهكت التزاماتها بموجب القانون الدولي من خلال إقامة المستوطنات في الأراضي الفلسطينية المحتلة بما فيها القدس الشرقية وأن إسرائيل لا تستطيع الاعتماد على حق الدفاع عن النفس كما لا يُمكنها نفي صفة عدم المشروعية من خلال فرض أمر الواقع وهو ما يتعارض مع القانون الدولي. خلصت نفس المحكمة أيضا إلى أن إسرائيل تنتهك باستمرار حقوق للفلسطينيين من خلال إعاقة حرية الحركة على أراضيهم كما تمنعهم من ممارسة الحق في العمل والصحة والتعليم وفي مستوى معيشي لائق.
يعيش في الخليل حوالي 500-600 من المستوطنين بين 167,000 من الفلسطينيين، ويقومون «بانتهاكات خطيرة» لحقوق الإنسان وذلك بسبب «وجود المستوطنين داخل مدينة ليست بمدينتهم». قامت عشرات منظمات حقوق الإنسان بتوثيق مئات الاعتداءات ضد الفلسطينيين بما في ذلك العنف الجسدي وإلحاق ضرر بالممتلكات داخل المدينة. جدير بالذكر أن حظر التجول وفرض قيود على الحركة «من بين أقسى العقوبات في الأراضي المحتلة».
أصدرت هيومن رايتس ووتش تقارير عن العنف الجسدي ضد الفلسطينيين من قبل المستوطنين بما في ذلك «كثرة الرجم وإطلاق النار على السيارات الفلسطينية. في كثير من الحالات يعتدي المستوطنين على الفلسطينيين أمام الجنود الإسرائيليين أو الشرطة ونادرا ما تتدخل السلطات لفك مثل هذه النزاعات.»

## أسباب العنف
ترى إسرائيل أن أسباب العنف واضحة فهي «الرد على انتهاكات الفلسطينيين» لا غير، لكن هذا يتناقض مع كل المواثيق الدولية التي ترى أنه يجب على الجماعات المسلحة مقاومة الاحتلال الأجنبي بأي طريقة كانت. تقول جماعة حقوق الإنسان بتسيلم أن العنف هو «وسيلة لمضايقة وترهيب الفلسطينيين» من أجل إجلائهم ودفعهم للموافقة على عملية السلام. ووفقا لبتسيلم دائما فإن المستوطنين يتلقون دعما من الحكومة الإسرائيلية من أجل شن هجوم على الفلسطينيين وذلك كوسيلة لتوسيع مجال سيطرة المستوطنين.
قال غسان دغلس الناطق الرسمي باسم السلطة الفلسطينية الذي يتعامل مع قضية المستوطنات في شمال الضفة الغربية: «هذه جماعات منظمة من المستوطنين الذين يدعمون بعضهم البعض ... ويقومون بإنشاء بؤر استيطانية في كل مكان.» ذكر مايكل سفارد محامي منظمة ييش دين وهي جماعة حقوق إنسان إسرائيلية تراقب انتهاكات حقوق الإنسان في الأراضي الفلسطينية ذكر أن هناك ما بين بضع عشرات وبضع مئات من المستوطنين المتطرفين الذين يستخدمون تكتيكا غريبا يقوم على الضغط على الفلسطينيين من أجل دفع ثمن تفكيك بؤرة استيطانية معينة ثم سرعان ما يعود الجيش لبنائها ويضغط مجددا على ساكني المنطقة من الفلسطينيين من أجل تفكيكها وهكذا.

## انتقادات
تعرض المستوطنون المتطرفون لبعض النقد بسبب كمية العنف التي يمارسونها ضد المدنيين العزل في فلسطين، فقد أدان الحاخام ميناخم فرومان هذه السلوكيات حيث قال: «استهداف الفلسطينيين وممتلكاتهم هو شيء "مخزي" ... بل هو عمل يضر بالإنسانية ... هذا يبني جدار النار بين اليهود والعرب.» ووفقا لوزير الدفاع الإسرائيلي موشيه يعلون فإن «معظم تلك الجماعات اليمينية المتطرفة ونشطائها لا يمثلون مجتمع المستوطنات.» أما حنان بورات العضو السابق في الكنيست فقد أدان أعمال العنف ضد الفلسطينيين، حيث وصفها «برد فعل غير أخلاقي» ثم أضاف: «لم أسمع أن المرء يحتاج لحرق حقول الكروم من أجل الانتقام من العرب، هذا عمل غير أخلاقي ... ويعطي الشرعية لأولئك الذين يرغبون في تقويض المسألة، هذا أمر خطير جدا.» كما أدان داني ديان عضو منظمة المجالس البلدية في المستوطنات اليهودية في الضفة الغربية تصرفات المستوطنين ونصحهم بعدم استخدام العنف من أجل تعزيز إمكانياتها، ثم أكد على أن مثل هذه الإجراءات هي «مفلسة أخلاقيا» ولا «تعيق سوى نضال المستوطنين».

## إجراءات إنفاذ القانون ضد المستوطنين
نشرت بعثة الأمم المتحدة لتقصي الحقائق في نزاع غزة تقريرا عن أعمال الشغب والعنف في الضفة الغربية في الفترة التي سبقت العمليات العسكرية الإسرائيلية في غزة، وذكر التقرير: «اتخذت السلطات الإسرائيلية إجراءات تكاد تكون منعدمة خلال التحقيق من أجل مقاضاة ومعاقبة مُعنفي الفلسطينيين بما في ذلك القتل بتسهيل وضمان من أفراد وقوات الأمن مما نجم عن كل هذا حالة من الإفلات من العقاب.» كما خلصت البعثة إلى أن إسرائيل قد فشلت في الوفاء بالتزاماتها في حماية الفلسطينيين من العنف بموجب القانون الدولي لحقوق الإنسان والقانون الإنساني الدولي. ذكر التقرير أيضا أن محكمة العدل الدولية ترى أن «عددا من قرارات الأمم المتحدة التي صدرت أكدت أن ممارسة إسرائيل في بناء المستوطنات هي ممارسة خاطئة وتُشكلُ خرقا لاتفاقية جنيف الرابعة».
وفقا لعاموس هاريل فإن قوات الأمن تُحاول جلب اليمنيين المتعصبين والعنيفين إلى العدالة إلا أنها تُعاني من مشكلتين رئيسيتين: يخضع التحقيق الإسرائيلي عندما يتعلق الأمر بفلسطين إلى مزيد من القيود كما أن المحاكم عادة ما تكون متساهلة معهم. أعدت منظمة حقوق الإنسان غير الربحية ييش دين تقريرا بعنوان «ما يشبه القانون» ووضحت فيه كيف أنها وجدت مشاكل مع سلطات إنفاذ القانون في الضفة الغربية، ووفقا لنفس المنظمة فإن 90% من الشكاوى عام 2005 قد أُغلقت بدون النظر فيها أو حتى بدون توجيه لائحة اتهام، أما 5% فقد هربوا وفروا من التحقيق. جدير بالذكر هنا أن هناك 96% من حالات التعدي (بما في ذلك تخريب الأشجار) و10% من تخريب الممتلكات لم يتم توجيه أي تهمة فيها إلى الجُناة.
فضلا عن ذلك فقد وجدت منظمة ييش دين أن 42 ملفا قد أُغلق بدون وجه حق وخلال إعادة دراسته وجدت المنظمة أن السلطات تتعمد استعمال العبرية بدل العربية خلال تسجيل الإفادات كما أنها تمنع الشهود من الإدلاء بإفاداتهم وعندما يتعلق الأمر بمواطنين من إسرائيل يتم إلغاء القضية قبل البث فيها أصلا، ليس هذا فقط فسلطات الاحتلال تُغلق الشق الأكبر من الملفات حتى بتواجد الكثير من الأدلة، كما رفضت الشرطة تسجيل الشكاوى وضغطت على الإدارة المدنية من أجل دفعها إلى تجنب تقديم الشكاوى.
8% فقط من الشكاوى هي التي أسفرت عن لوائح اتهام، وقد ردت وزارة العدل الإسرائيلية بالقول إن السلطات القانونية كانت تتابع عن كثب حالات محددة لكن لم يكن بمقدور السلطة التعامل مع كل حالة على حدى. ترى مصادر أمنية إسرائيلية أنه أصبح من المألوف لبعض المستوطنين أخذ القانون بأيديهم في أعقاب الهجمات «الإرهابية» الفلسطينية في الضفة الغربية.

### الاعتقال الإداري
في أعقاب هجوم المستوطنين على قاعدة لجيش الدفاع الإسرائيلي في 13 ديسمبر 2011،  سمحت الحكومة الإسرائيلية بالاعتقال الإداري للمستوطنين ومحاكمتهم محاكمة عسكرية خاصة من شارك في أعمال العنف وذلك على غرار معاملة الناشطين الفلسطينيين الذين ينخرطون في سلوك مماثل. منحَ الجيش الإسرائيلي السلطة لعدة جهات سمح لها باعتقال المستوطنين العنيفين وتم الإعلان عن خطط لزيادة الأمن في الضفة الغربية وتقييد الوصول بالنسبة لمثيري الشغب. أما رئيس الوزراء الإسرائيلي بنيامين نتنياهو فقد فسر الوضع فقال: «هناك حفنة من المتطرفين داخل السكان يجب دفعهم لاحترام القانون.» أدانت المحكمة الجزائية في 8 كانون الثاني/يناير 2012 خمسة متطرفين يهود بسبب مشاركتهم في الهجوم على قواعد للجيش داخل الضفة الغربية.

## الهجمات على الممتلكات الفلسطينية

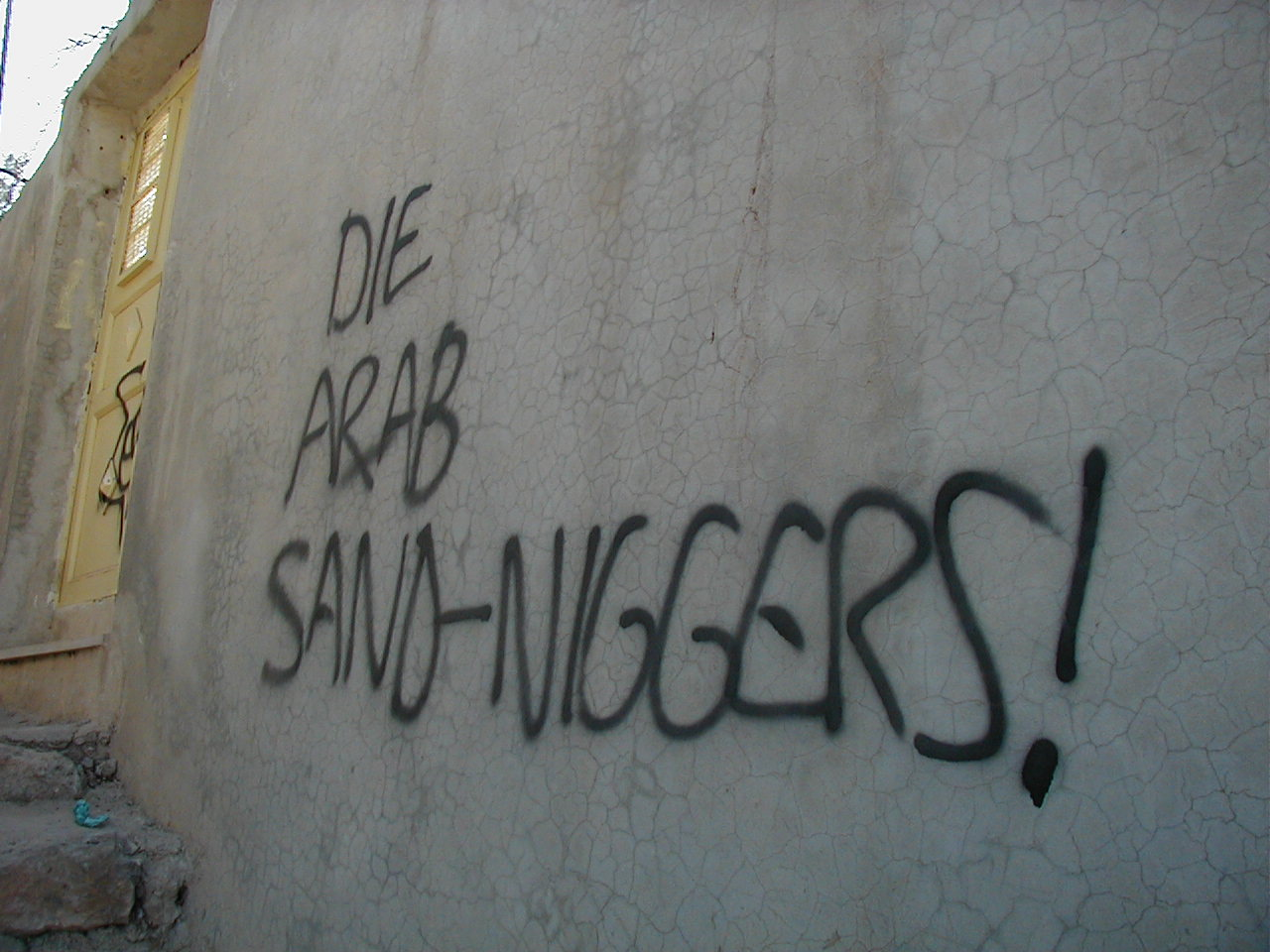
كتابة مستوطنين إسرائيليين عبارة " على منزل في الخليل.

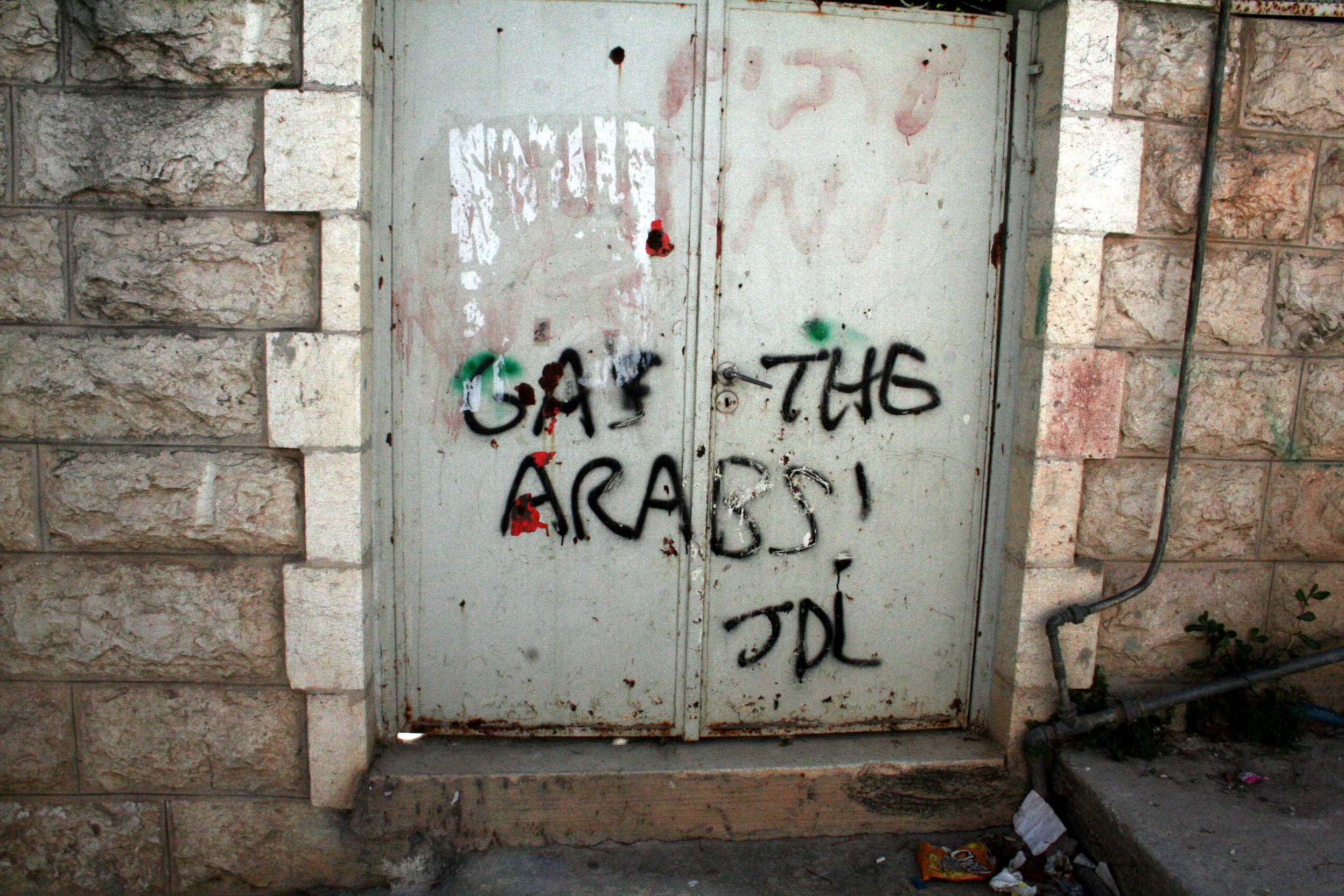
رش عصبة الدفاع عن اليهود لعبارة على مدرسة قرطبة للبنات في الخليل

زراعة الزيتون هي الصناعة الرئيسية للفلسطينيين في الضفة الغربية كما أن أشجار الزيتون هي الهدف الشائع والمستهدف من قبل المستوطنين. وفقا لمكتب تنسيق الشؤون الإنسانية فإن 10.000 فلسطيني قد عانوا من اقتلاع أشجار الزيتون أو عانوا من الأضرار الناجمة عن الهجمات الإسرائيلية. ارتفع عدد الأشجار التالفة بنحو 8500 شجرة خلال عام 2013 مقارنة بما حصل عام 2012. تُؤكد منظمة بتسيلم على أن «قاطفي الزيتون في المناطق القريبة من بعض المستوطنات والبؤر الاستيطانية في الضفة الغربية هم هدف لهجمات المستوطنين الذين يتعمدون حرق أشجار الزيتون وسرقة المحاصيل كما أن قوات الأمن لم تتخذ الإجراءات الملائمة لمنع هذا العنف.» يمنع الجيش الإسرائيلي قطف الزيتون في مناطق واسعة وشاسعة من الأراضي مشيرا إلى أن الإغلاق تم لحماية قاطفي الزيتون من هجمات اليهود المتطرفين. أحيلت هذه القضية إلى المحكمة العليا الإسرائيلية في عام 2006 فوجدت أن الأراضي لا يجب أن تبقى مغلقة بسبب أعمال العنف من قبل المستوطنين.
ذكرت منظمة العفو الدولية أن عشرات من الفلسطينيين عانوا الأمرين بعدما تم تسميم حيواناتهم بالقرب من قرية التواني في 22 آذار/مارس 2005 كما زادت معاناتهم بعدما تم حرمان المزارعين الفلسطينيين من مصدر رزقهم. في تموز/يوليو 2009 حرّقت مجموعة متطرفين صهاينة حوالي 1500-2000 من أشجار الزيتون ثم قاموا برجم السيارات المملوكة لفلسطينيين.
في آذار/مارس 2011 ذكر رؤساء بعثات الاتحاد الأوروبي في تقارير مفصلة لهم أن اعتداءات المستوطنين قد تضاعفت ثلاث مرات على مدى ثلاث سنوات. ووجد التقارير أن الهجمات لا تستهدف المزارعين الفلسطينيين بل تستهدف معيشتهم في حملة منهجية من العنف والترهيب التي شملت تدمير أكثر من 10.000 شجرة زيتون في السنة السابقة. وأشارت التقارير إلى أن دولة إسرائيل قد «فشلت حتى الآن بشكل فعال في حماية الشعب الفلسطيني».
عادة ما يقوم المستوطنون اليهود والصهاينة بحرق أشجار الزيتون -مصدر رزق الكثير من الفلسطينيين- وعادة ما تتعمد وسائل الإعلام في إسرائيل تجنب الحديث عن مثل هكذا أحداث؛ بشكل عام هذه بعض الحوادث التي نفذها المستوطنون ضد الفلسطينيين خلال فترة من الفترات:
- سبتمبر. 11: 500 الأشجار المحروقة على أراضي قرية دير الحطب.
- سبتمبر. 15: 17 أشجار الزيتون المفروم إلى أسفل على أراضي قرية كفر لاقف.
- سبتمبر. 17: 18 أشجار الزيتون المفروم إلى أسفل على أراضي قرية كفر لاقف.
- سبتمبر. 20: 27 شجرة زيتون في قرية كفر قدوم.
- سبتمبر. 21: 70 الأشجار المقطعة في قرية كفر قدوم.
- 2 أكتوبر: لحقت أضرار جسيمة بالعديد من أشجار الزيتون في أراضي عائلة رابا.
- 2 أكتوبر: تم حرق 30 شجرة زيتون في قرية جيت.
- 3 أكتوبر: تم حرق 48 شجرة في لعائلة شتات.
- 5 أكتوبر: تم حرق 130 شجرة زيتون في لعائلة الفقهاء.
- 5 أكتوبر: تم قطع 15 شجرة زيتون في قرية دير شرف.
- 7 أكتوبر: تم حرق 60 شجرة زيتون في جيت.
- 7 أكتوبر: لحقت أضرار جسيمة بثمانية أشجار زيتون في قرية راس كركر بمحافظة رام الله.
- 7 أكتوبر: تم حرق 35 من أشجار الزيتون في قرية فرعتا.
- 8 أكتوبر: حوالي 400 شجرة زيتون في قرية جالود وضعت على النار.
- 13-14 أكتوبر: قام مستوطنون يهود بتخريب أشجار الزيتون والعنب في قرية فرعتا.
- 20 أكتوبر: اعتدى مجموعة مستوطنين على متطوعين فلسطينيين في مجال حقوق الإنسان خلال موسم حصاد الزيتون مما تسبب إصابة اثنين من المزارعين واثنين من المتطوعين.[48]

وفقا لمنظمة ييش دين فإن 97.4% من الشكاوى المقدمة إلى الشرطة الإسرائيلية من قِبل الفلسطينيين الذين عانوا من تلف في بساتين الزيتون بين 2005 و2013 تم إغلاقها دون توجيه لائحة اتهام.

## ردود الفعل الدولية
في كانون الأول/ديسمبر من العام 2011 وبعد إحاطة مجلس الأمن التابع للأمم المتحدة بكل المعلومات والمعطيات حول موضوع قتل المستوطنين للفلسطينيين؛ أصدر المجلس بيانا أعرب فيه عن استيائه من عنف المستوطنين كما اعتبر أن هذه المسألة تقف عقبة أمام استئناف محادثات السلام.
في واحدة من عدد من البيانات التي صدرت بشأن هذه المسألة؛ أعرب الاتحاد الأوروبي عن «قلقه العميق بشأن تطرف المستوطنين وتحريضهم على قتل المدنيني العزل في الضفة الغربية»، كمل صدر بيان آخر ورد فيه أن «الاتحاد الأوروبي يدين استمرار عنف المستوطنين والاستفزازات المتعمدة ضد المدنيين الفلسطينيين. ويدعو حكومة إسرائيل إلى تقديم الجناة إلى العدالة والامتثال لالتزاماتها بموجب القانون الدولي.»

## الإحصاءات
تصدر سنويا إحصاءات تُركز على عنف المستوطنين ضد الفلسطينيين وممتلكاتهم في الضفة الغربية والملاحظ أن هذه النسبة آخذة في الارتفاع.
- 2009: بلغ عدد الاعتداءات 168
- 2010. بلغ عدد الاعتداءات 312
- 2011. بلغ عدد الاعتداءات 411
- 2012 (يناير-يونيو) بلغ عدد الاعتداءات 154.[54]

وفقا لجمعية بتسيلم فإن 49 فلسطينيا قد قُتل على يد مدنيين إسرائيليين بين 2000 و2010. الغالبية العظمى من عمليات القتل هذه تمت على يد مستوطنين يهود وصهاينة متطرفين. تحتفظ تسيلم أيضا بسجل يوثق حوادث عنف المستوطنين.
ذكر تقرير للأمم المتحدة أن عدد حوادث العنف المتعلقة بالمستوطنين قد بلغت 222 في النصف الأول من عام 2008 مقارنة بـ 291 في عام 2007.
سجّل مكتب الأمم المتحدة لتنسيق الشؤون الإنسانية 207 حادثة عنف للمستوطنين ضد الفلسطينيين في الفترة بين أيلول/سبتمبر 2008 وآذار/مارس 2009. بلغت عدد هجمات المستوطنين ذروتها في 4 كانون الأول/ديسمبر خلال عمليات الإجلاء من بعض القرى في مدينة الخليل.